# エスプリモデルズ
有限会社エスプリモデルズ（英文社名；ESPRIT MODELS INC.）は、東京都渋谷区にかつて存在した日本のモデルエージェンシー、芸能プロダクション。

## 沿革・概要
- 1996年6月 - 株式会社フロントの関連会社として、東京都渋谷区東1-32-12 渋谷プロパティー東急ビル1508に設立。
- 2008年12月 - プロ野球選手の福留孝介とマネジメント契約。
- 2011年 - フロントに吸収合併され、事務所を解散。所属していたモデルは、フロント内に新設した「エスプリ・ディヴィジョン」に全員移籍した[1]。

## かつて所属していたモデル
| - 愛莉 - 青山恭子 - 甘糟記子 - AYA - 彩友美 - 池田幸恵 - 入手杏奈 - 内田ナナ - 宇美 - 浦山イブキ（別名：浦山萌） - 浦山ヒナタ（別名：浦山陽） - エミアン - 恵美梨 - EMILY - ELENA - 黄前ナオミ - 楓 - 加藤さゆり - 香那 - 加覧愛 | - 熊谷菜央 - 小泉あすか - 佐久間蓮 - 佐藤弥生 - 詩音 - ジャン花音 - SHELVIE - 鈴音 - 高橋美紀 - 田島えり子 - 田中マヤ - 田丸麻紀 - ちひろ - 長崎佑美 - 野沢和香 - 橋野真依子 - 橋本奈美子 - Bee - 樋口絵利子 - Hico - 日高薫 | - 福留孝介 - マイコ - 前田真未 - 雅姫 - 松本エリ - ミエコ - 美緒 - ミッシェル - ミナミ - 身乃里 - 三宅尚美 - 森絵里香 - 山口いづみ - 山本佳代子 - 山本誉子 - 愉杏 - 吉川あずさ - RIKI - ロサ |